# Dubcat
Dubcat és una formació musical catalana formada l'any 2016. Beuen de sonoritats de l'electrònica britànica i la seva tradició clubbing i de fusió amb ritmes forans com el reggae i el Hip Hop. Entre les seues influències trobem des del duet raggaelectrònic Mattafix fins Die Antwoord, passant per Massilia Sound System, Ràdio Macramé o els Pet Shop Boys.
A finals de 2016 van presentar el seu primer single "A temps". El maig de 2017 van publicar "La diferència" (New Beats, 2017). Un disc post-produït i mesclat pel productor Mark Dasousa, referent en l'escena musical valenciana. El trio format per Joan Llobera (veu), Mireia Lorente (veu) i Marc Taulé (bases i veus), van comptar, igual que en el single anterior "A temps", amb la col·laboració de Marta Trujillo (Sound Six) a les veus.
El primer tema del disc és "Spank me", un al·legat sobre l'alliberament sexual. El videoclip d'aquest tema va tenir força èxit i viralitat a les xarxes socials. La direcció d'aquest va anar a càrrec de Pau Berga i Tresdeu Media, autors de populars clips de músics com Zoo, Aspencat o Los Chikos del Maiz.